# Codex Vaticanus

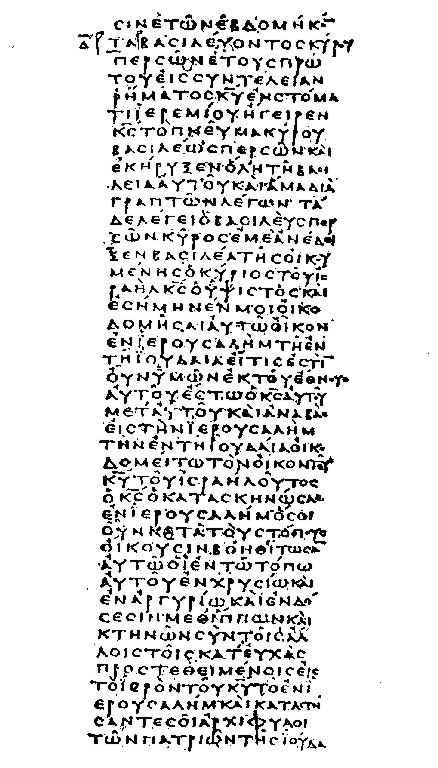
Sección del Codex Vaticanus, con el texto de 1 Esdras 2, 1-8.

El Codex Vaticanus (Bibl. Vat., Vat. gr. 1209; Gregory-Aland no. B/03) es uno de los más antiguos manuscritos conservados de la Biblia, ligeramente posterior al Codex Sinaiticus, y probablemente copiado, como aquel, durante el siglo IV. Está escrito en griego, en pergamino, con letras unciales en formato scriptio continua, y se conserva en la Biblioteca Apostólica Vaticana. Se llama Códice Vaticano, como es evidente, por el lugar en que se conserva, aunque nadie sabe cómo llegó allí.

## Descripción
Contenía originalmente una copia completa de la Biblia de los Setenta y del Nuevo Testamento, pero las páginas 1519-1536 (desde Hebreos 9,14 hasta el Apocalipsis) se perdieron y fueron reemplazadas por un minúsculo suplemento del siglo XV (n.º 1957). Consta de 759 hojas. Faltan una parte importante del Génesis y algunos Salmos. El estilo de la escritura es sencillo y elegante. El pergamino es muy fino y delgado; posiblemente se realizó en piel de antílope. Se ha datado paleográficamente en el siglo IV.
El texto griego de este códice es una representación del tipo textual alejandrino. Kurt Aland lo ubicó en la Categoría I.

## Descubrimiento

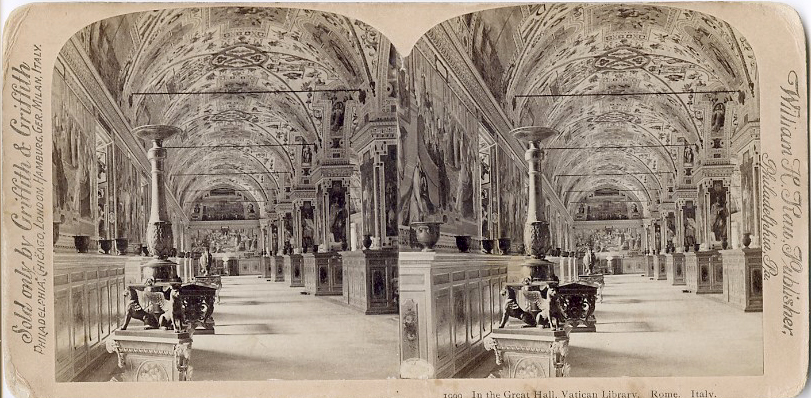
Biblioteca Apostólica Vaticana tarjeta estereoscópica

El manuscrito ha estado en la Biblioteca Apostólica Vaticana, fundada por el papa Nicolás V en 1448, desde que se tiene noticia de él, y aparece en el catálogo más antiguo de la biblioteca, elaborado en 1475. 
Su historia anterior es desconocida, pero se ha especulado que pudo haber pertenecido al cardenal bizantino Bessarion, ya que el suplemento minúsculo contiene un texto similar al de los manuscritos de Bessarion. El paleógrafo del Museo Británico T. C. Skeat, ha afirmado que el Codex Vaticanus fue una de las 50 biblias que el emperador Constantino I le encargó escribir a Eusebio de Cesarea. Sin embargo, otros autores se oponen a esta hipótesis, ya que consideran que los manuscritos de Constantino eran del tipo textual bizantino y no alejandrino, lo que eliminaría dicha posibilidad.

## Historia posterior

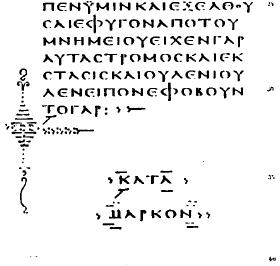
El final del Evangelio de Marcos en el Vaticano contiene una columna vacía después del versículo 16:8, lo que posiblemente sugiere que el escriba era consciente de la ausencia del final. Es la única columna vacía del Nuevo Testamento en el Códice.

Desde principios del siglo XVI, los eruditos reconocieron la importancia de este manuscrito en lengua griega. En 1669, la Biblioteca Apostólica Vaticana preparó una comparación de porciones del códice. Durante los siguientes 150 años no se sabe nada del manuscrito, que cayó en el olvido. En 1809, Napoleón, se apoderó de Roma y se llevó el códice a París, donde sería examinado por el erudito Leonhard Hug. Al caer Napoleón, en 1815, el códice fue devuelto a Roma. 
Durante aproximadamente 75 años no se sabe nada. Pero, cuando se revela al mundo el Codex Sinaiticus a finales del siglo XIX, la Iglesia Católica  lo público nuevamente  a nivel mundial (se hicieron fotografías del mismo).

## Importancia para la crítica textual
El Codex Vaticanus es uno de los manuscritos de más importancia para la crítica textual y es uno de los ejemplos más destacados del tipo textual alejandrino. Fue ampliamente utilizado por Brooke Foss Westcott y Fenton John Anthony Hort para su edición del Nuevo Testamento griego de 1881. 
El manuscrito contiene misteriosas diéresis (en alemán: umlaut) en los márgenes del Nuevo Testamento, lo que parece indicar posiciones de variantes textuales. La fecha de estos signos es objeto de discusión entre los expertos.